# Mike Duda
Mike Duda es un bajista estadounidense de heavy metal y hard rock.

## Carrera
Duda forma parte de la banda californiana W.A.S.P.. Mike es uno de los miembros de dicha agrupación que más ha logrado mantenerse en la formanción, haciendo parte de ella desde 1996, y convirtiéndose, junto a Blackie Lawless, en uno de sus referentes en la actualidad.

## Discografía con W.A.S.P.
- Kill Fuck Die (1997)
- Helldorado (1999)
- Unholy Terror (2001)
- Dying for the World (2002)
- The Neon God part 1 - The Rise (2004)
- The Neon God part 2 - The Demise (2004)
- Dominator (2007)
- Babylon (2009)